# Velçan
Velçan è una frazione del comune di Pogradec in Albania (prefettura di Coriza).
Fino alla riforma amministrativa del 2015 era comune autonomo, dopo la riforma è stato accorpato, insieme agli ex-comuni di Buçimas, Çërravë, Dardhas, Pogradec, Proptisht, Trebinjë e Udenisht a costituire la municipalità di Pogradec.

## Località
Il comune era formato dall'insieme delle seguenti località:
- Velcan
- Buzahishte
- Shpelle
- Bishnice
- Jolle
- Losnik
- Laktesh
- Senishte